# Святополк-Мирский, Пётр Дмитриевич
Князь (1861) Пётр Дми́триевич Святопо́лк-Ми́рский (1857, Владикавказ — 1914, Санкт-Петербург) — русский государственный деятель из рода Святополк-Мирских, генерал-адъютант (30 июля 1904), генерал от кавалерии (14 апреля 1913). Занимал должность министра внутренних дел Российской империи (1904—1905). В январе 1905 года подал в отставку после непринятого императором манифеста, который содержал предложения реформ. Отец литературоведа Дмитрия Мирского.

## Биография

### Начало служебной карьеры

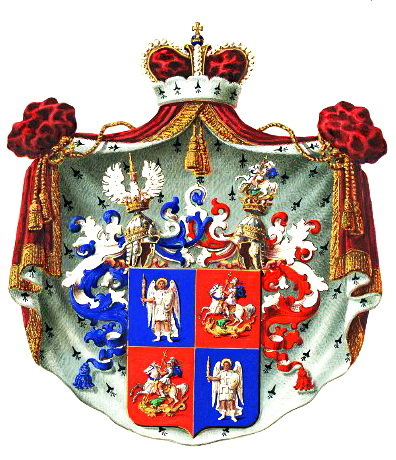
Родовой герб Святополк-Мирских

Родился 18 августа 1857 года в семье генерала князя Дмитрия Ивановича Святополк-Мирского (1825—1899) и княжны Софьи Яковлевны Орбелиани (1831—1879). Родителям принадлежало в Харьковской губернии имение Гиёвка (теперь в черте города Люботин), обустройством которого впоследствии много занимался Пётр Дмитриевич. Учился в Пажеском корпусе; начал службу в лейб-гвардии Гусарском Его Величества полку. В 1876 командирован в распоряжение командующего Кавказской армией вел. кн. Михаила Николаевича.
Участвовал в русско-турецкой войне 1877—78 годов, отличился в бою под Карсом, имел несколько боевых наград. В 1877 назначен флигель-адъютантом императора Александра II. В 1881 окончил курс в Николаевской академии генерального штаба, затем командовал разными воинскими подразделениями, был начальником штаба 3-й гренадерской дивизии. На 1885 год — штаб-офицер для особых поручений при штабе 10-го армейского корпуса. 19 января 1886 года женился на графине Е. А. Бобринской, вышел в отставку и поселился в своём имении Гиевке Харьковской губернии. Женитьба дала ему большие средства. В 1894 избран Харьковским уездным предводителем дворянства. В 1895 назначен Пензенским губернатором, в 1897 — Екатеринославским губернатором.
В 1900 году, при министре внутренних дел Д. С. Сипягине, назначен 20 апреля командиром Отдельного корпуса жандармов и 8 мая — товарищем министра внутренних дел. Уже при Сипягине Мирский хотел уйти в отставку, упрекая того в ненужных мерах, напрасно раздражающих общественное мнение. В 1902 году, после прихода к власти нового министра В. К. Плеве, Мирский имел с ним откровенный разговор, в котором заявил, что знает его взгляды и не разделяет их, а потому просит об отставке. Плеве попросил его не спешить с отставкой. Святополк-Мирский был назначен виленским, ковенским и гродненским генерал-губернатором. На этом посту Мирский отличился мягким, благожелательным отношением к местному населению, чем заслужил общее уважение и симпатию. Помимо прочего, являлся почётным старшиной Виленского дворянского клуба.
После убийства Плеве в августе 1904 года, Мирский был вызван в Петербург и назначен министром внутренних дел.

### На посту министра внутренних дел

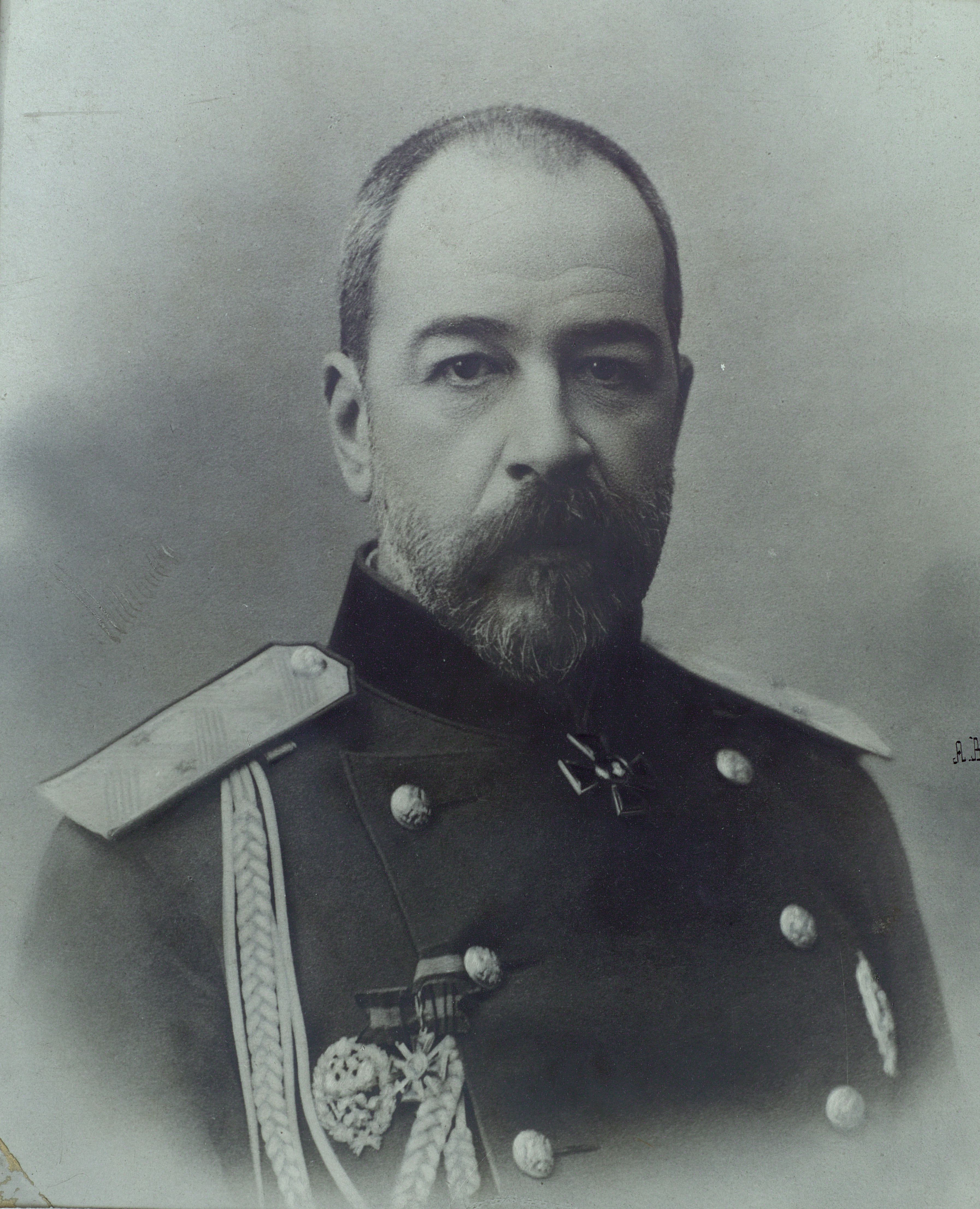
П. Д. Святополк-Мирский, вторая половина 1890-х

В назначении Мирского на пост министра решающую роль сыграла вдовствующая императрица Мария Фёдоровна, которая не сочувствовала репрессивной политике Плеве и противопоставляла ей мягкую политику Мирского в Виленском крае. Будучи принятым императором Николаем II, Мирский откровенно заявил, что совершенно не разделяет взглядов Плеве и поэтому просит не назначать его министром. Несмотря на это, император настоял на принятии им должности, и 26 августа Мирский был назначен на пост министра внутренних дел. Первым действием нового министра было увольнение ближайших помощников Плеве — товарищей министра А. С. Стишинского и Н. А. Зиновьева, командира Корпуса жандармов В. В. фон Валя и директора Департамента общих дел Б. В. Штюрмера.
16 сентября, при вступлении в должность министра, Мирский произнёс речь, в которой, в частности, заявил:

«Административный опыт привел меня к глубокому убеждению, что плодотворность правительственного труда основана на искренно благожелательном и истинно доверчивом отношении к общественным и сословным учреждениям и к населению вообще. Лишь при этих условиях работы можно получить взаимное доверие, без которого невозможно ожидать прочного успеха в деле устроения государства».
Эта речь дала повод называть время правления Святополк-Мирского «эпохой доверия», а также «весной русской жизни».
Речь Мирского была сочувственно встречена общественностью, которая увидела в словах нового министра предвестие широких либеральных реформ. На имя министра посыпались адреса и поздравления со стороны частных лиц и учреждений; земства и городские думы высказывали надежду, что слова министра о доверии найдут воплощение в конкретных преобразованиях. Сразу после вступления в должность Мирский распорядился ослабить надзор за прессой и вернуть из ссылки неблагонадёжных лиц, подвергшихся репрессиям в эпоху Плеве. Чтобы подчеркнуть своё несочувствие репрессивным мерам, он особым указом от 22 сентября отделил от себя всю чисто полицейскую работу и возложил её на товарища министра, командира Отдельного корпуса жандармов К. Н. Рыдзевского.
Действия нового министра вызвали оживление в кругах либеральной общественности. Земцы решили устроить в ноябре большой земский съезд, на который должны были съехаться земские деятели со всей России. После речи нового министра о доверии организационное бюро съезда включило в его повестку вопрос о необходимых реформах государственного строя. Узнав о готовящемся съезде, Мирский пытался испросить на него Высочайшего соизволения, но не получил согласия императора. Несмотря на это, Земский съезд состоялся 6—9 ноября 1904 года как «частное совещание земских деятелей». За деятельностью съезда следила вся Россия. Съездом была принята резолюция, провозглашавшая необходимость коренных реформ государственного устройства. В ней, среди прочего, содержались требования свободы слова, союзов, собраний и вероисповеданий, равенства всех перед законом и созыва народного представительства. Делегаты съезда ознакомили с резолюцией Святополк-Мирского, который высказал с ней полное согласие и обещал представить её императору.
Резолюция Земского съезда была напечатана во многих газетах и вызвала большой общественный резонанс. По инициативе нелегальной организации «Союз освобождения» сразу после съезда по всей стране начались общественные собрания, или «банкеты», выносившие резолюции, разъяснявшие и дополнявшие постановление Земского съезда. В этих резолюциях требования общественности были выражены в более яркой и решительной форме; в них уже прямо говорилось о необходимости конституции и созыве Учредительного собрания. На банкетах произносились горячие речи с критикой самодержавия и требованием радикальных реформ государственного строя. Полиция не предпринимала против этих собраний никаких мер. На некоторые банкеты проникали представители революционной интеллигенции и превращали их в митинги. Все эти события вызвали большой общественный подъём и возбудили в широких кругах общественности надежды на близкие перемены.
Тем временем, 2 декабря, Святополк-Мирский обратился к императору Николаю II с просьбой созвать правительственное совещание под своим председательством для обсуждения предложенной им программы реформ. Эта программа была изложена в особой записке, составленной по поручению Мирского С. Е. Крыжановским, и в проекте высочайшего указа, ключевым пунктом которого было введение в Государственный совет «выборных представителей от общественных учреждений». Этот пункт означал участие выборных представителей в законодательной деятельности, и Мирский видел в нём первый шаг к конституционному строю.
Однако не будучи опытным политиком, Мирский совершил ошибку, не подготовив почву для своих предложений и не заручившись предварительно согласием других министров. В беседе с императором он просил не приглашать на совещание К. П. Победоносцева, известного своим негативным отношением ко всяким реформам. Это привело к прямо противоположному результату: Николай II не только пригласил Победоносцева, но вызвал его особой запиской, в которой написал: «Мы запутались. Помогите нам разобраться в нашем хаосе».
На совещании, которое состоялось 4 декабря, Победоносцев выступил с уничтожающей критикой предложений Мирского, указав на то, что приглашение выборных представителей означает ограничение самодержавия. При этом он заявил, что самодержавие имеет не только политический, но и религиозный характер, и потому император не вправе ограничивать свою власть, возложенную на него свыше. Победоносцева поддержал министр финансов В. Н. Коковцов, указавший, что нельзя позволить представителям общественности распоряжаться ресурсами государства. С решительной поддержкой предложений Мирского выступили только Д. М. Сольский и Э. В. Фриш. Председатель комитета министров С. Ю. Витте, на которого рассчитывал Мирский, говорил уклончиво. На следующем совещании, 7 декабря, помимо министров присутствовали великие князья Владимир, Алексей и Сергей Александровичи. На этот раз с критикой предложений Мирского выступили генерал-губернатор Москвы Сергей Александрович и министр юстиции Н. В. Муравьёв. Последний, в частности, заявил, что на основании действующих законов император не вправе изменить существующий государственный строй. После совещания Мирский вернулся в министерство расстроенным и мрачно сказал своим сотрудникам: «Всё провалилось! Будем строить тюрьмы».
В итоге предложенный Мирским указ о реформах был подписан императором, но из него был выброшен ключевой пункт о выборных представителях. Указ этот, под названием «О мерах к усовершенствованию государственного порядка», был обнародован 12 декабря 1904 года и вызвал в обществе глубокое разочарование. Одновременно с указом было опубликовано правительственное сообщение, в котором осуждались происходившие в последнее время общественные собрания и сообщалось, что впредь подобные собрания и «противоправительственные сборища» будут разгоняться полицейскими мерами. Земским собраниям было запрещено обсуждать вопросы политического характера. В обществе всё это было расценено как наступление новой эпохи реакции. Сразу после опубликования указа 12 декабря Святополк-Мирский подал в отставку, но его отставка не была принята.

### Святополк-Мирский и события 9 января 1905 года

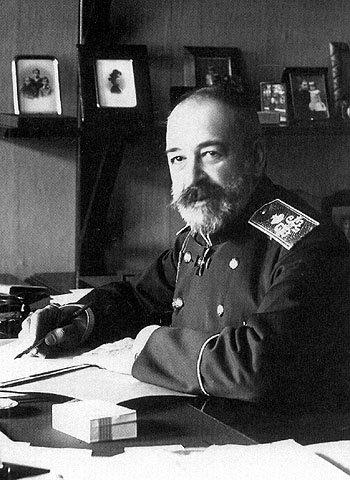
Святополк-Мирский в должности министра внутренних дел

3 января 1905 года на Путиловском заводе началась забастовка, которая перекинулась на другие заводы и фабрики Петербурга и превратилась во всеобщую. Забастовкой руководила легальная рабочая организация «Собрание русских фабрично-заводских рабочих г. Санкт-Петербурга», во главе которой стоял священник Георгий Гапон. Власти были встревожены тем, что забастовкой руководит легальное общество, устав которого утверждён министерством внутренних дел. 7 января стало известно, что священник Гапон составил на имя императора Петицию о рабочих нуждах, в которой, помимо экономических, содержались «дерзкие требования политического свойства». На многотысячных собраниях Гапон и его помощники зачитывали петицию и приглашали всех рабочих, с жёнами и детьми, явиться в воскресенье на площадь Зимнего дворца, чтобы представить её царю. Чтобы обеспечить успех своего предприятия, священник Гапон 7 января пытался встретиться с представителями власти. На встрече с министром юстиции Н. В. Муравьёвым он просил его обратиться к царю и убедить того выйти к народу и принять петицию. Но Муравьёв встретил его холодно и ничего не обещал. Тогда Гапон обратился к Святополк-Мирскому, с которым связался по телефону из приёмной министра юстиции. Однако Мирский отказался с ним говорить. Гапону не оставалось ничего другого, как бросить трубку. «Это чёрт знает, что такое!» — сказал Гапон, уходя из приёмной. Впоследствии Мирский объяснял свой отказ говорить с Гапоном тем, что не знал его лично. А в частных разговорах признавался, что не сделал этого потому, что не умеет разговаривать «с ними».
8 января у Мирского состоялось совещание, на котором обсуждался вопрос о воскресном шествии. По некоторым данным, Мирский высказался в том смысле, что власти могли бы принять депутацию от рабочих. Однако против этого решительно выступили министр юстиции Муравьёв и министр финансов В. Н. Коковцов. Муравьёв на основании своей встречи с Гапоном характеризовал его как «ярого революционера» и предложил его арестовать. Градоначальник И. А. Фуллон высказал мнение, что допускать рабочих на площадь нельзя, так как скопление 150-тысячной толпы в центре города может привести к непредсказуемым последствиям. При этом он напомнил о Ходынской катастрофе. По итогам заседания было принято решение: Гапона арестовать, а рабочих на площадь не допускать. Для этого было решено расставить на окраинах города заставы из войск, которые должны останавливать толпы рабочих на пути к центру. В тот же день священник Гапон направил Святополк-Мирскому письмо, в котором сообщал, что шествие ко дворцу неизбежно, что рабочие идут к царю мирно и гарантируют неприкосновенность его личности. Гапон убеждал министра довести об этом до сведения царя и ознакомить его с петицией. В конце письма священник предупреждал, что если царь не примет петицию, «то может произойти конец той нравственной связи, которая до сих пор ещё существовала между русским царём и русским народом». Министр ознакомился с письмом.
Вечером Мирский ездил в Царское Село и ознакомил царя с письмом Гапона и рабочей петицией. Министр характеризовал Гапона как «священника-социалиста» и сообщил императору о принятых мерах. Царь записал об этом в своём дневнике. Судя по записям царя, сообщения министра носили успокоительный характер. В тот же вечер в министерство внутренних дел явилась депутация общественных деятелей во главе с Максимом Горьким. Целью депутатов было встретиться со Святополк-Мирским и объяснить ему опасность сложившегося положения. Ни у кого не было сомнений, что столкновение рабочих с войсками неизбежно приведёт к кровопролитию. Когда депутаты прибыли в министерство, Мирский был в Царском Селе, и их принял его заместитель К. Н. Рыдзевский. Последний сообщил, что властям всё известно и в их посредничестве нет необходимости. Тогда депутация отправилась к председателю Комитета министров С. Ю. Витте. Но тот только развёл руками и сказал, что ничем не может помочь. Витте связался по телефону с Мирским и спросил, не хочет ли он принять депутацию. Последний ответил, что ему уже всё сообщили и в приёме депутатов нет необходимости. Депутаты ушли ни с чем. Как свидетельствуют воспоминания чиновника министерства внутренних дел Д. Н. Любимова, Мирский не понимал серьёзности сложившегося положения. Ночью он вместе с военными разрабатывал диспозицию войск, а уходя спать, выразил уверенность, что завтра «всё обойдётся».
Утром 9 января многотысячные колонны рабочих во главе со священником Гапоном двинулись из разных концов города к Зимнему дворцу. На пути к центру их встречали воинские заставы, но рабочие, не обращая внимания на предупреждения, продолжали упорно идти вперёд. Чтобы остановить шествие, войска были вынуждены в разных частях города произвести ружейные залпы. В результате столкновений с войсками было убито до 200 и ранено до 800 человек. Общество было шокировано произошедшим кровопролитием, сообщения о котором, многократно преувеличивавшие количество жертв, распространялись по всей России. События 9 января подорвали престиж царской власти и положили начало Первой русской революции. Оппозиция возложила ответственность за кровопролитие на царя и Святополк-Мирского. Максим Горький в составленном от имени депутации общественных деятелей воззвании писал: 

«Мы, нижеподписавшиеся, перед лицом всех русских граждан и перед лицом европейского общественного мнения обвиняем министра внутренних дел Святополк-Мирского в предумышленном, не вызванном положением дел и бессмысленном убийстве множества русских граждан».
 Впоследствии Святополк-Мирский часто задавался вопросом, не совершил ли он ошибки. По данным дневника Е. А. Святополк-Мирской, он оправдывал себя тем, что вожаки шествия «шли с угрозой» и допустить 150-тысячную толпу в центр города было невозможно.
На следующий день после событий, 10 января, князь Святополк-Мирский подал в отставку. 18 января 1905 года он был уволен от должности министра внутренних дел, с оставлением в звании генерал-адъютанта, и больше не возвращался к политической деятельности.
Скончался 16 мая 1914 года; отпевание совершено в церкви Спаса-на-Водах; похоронен в селе Гиевка Харьковской губернии

## Святополк-Мирский в оценках современников

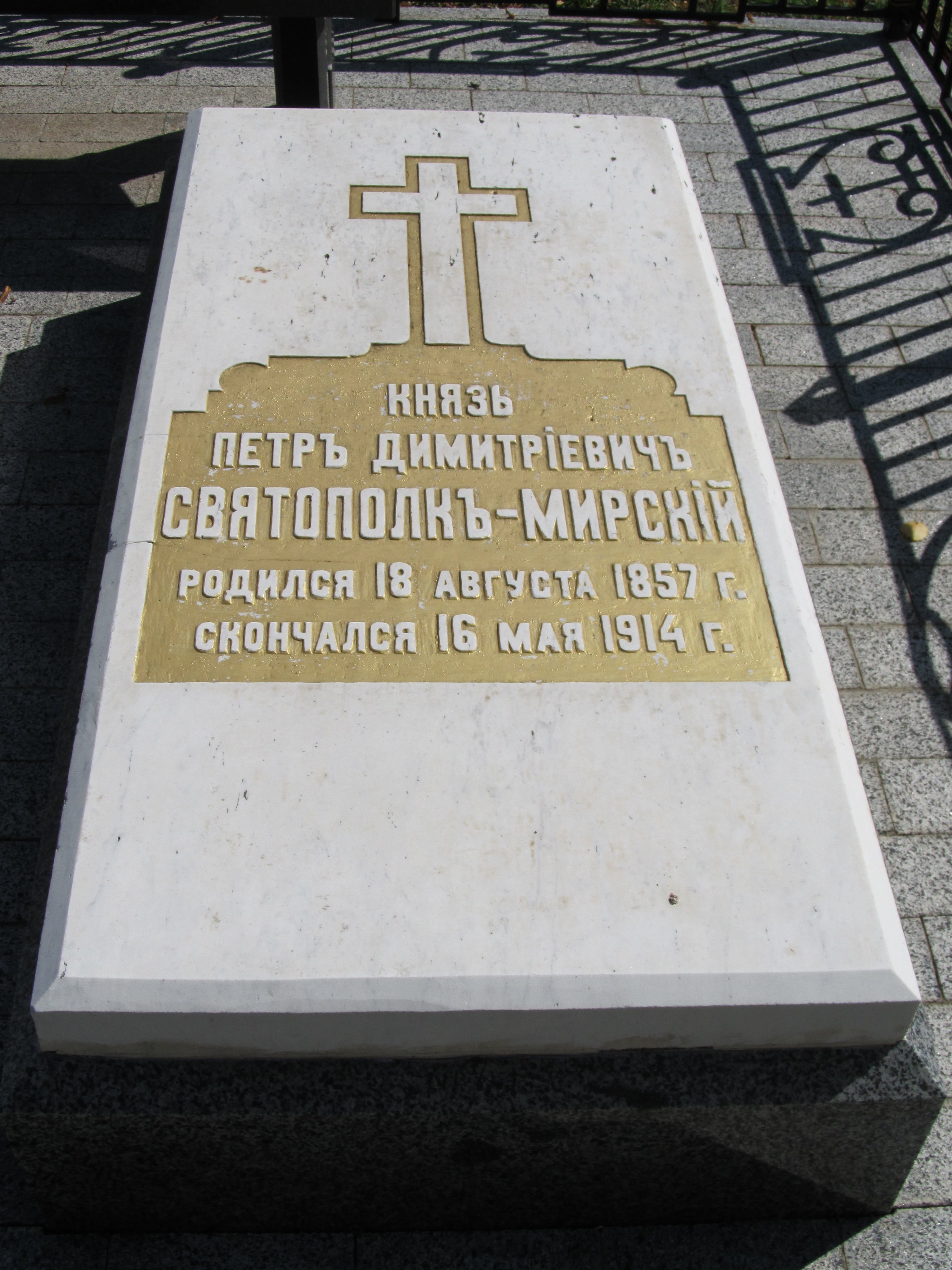
Могила в Люботине

По общему мнению, Святополк-Мирский был честным и порядочным человеком, обладал добрым и мягким характером и пользовался общей любовью. С. Ю. Витте писал, что Святополк-Мирский «представляет человека выдающегося по своей нравственной чистоте. Это человек совершенно кристально чистый, безукоризненно честный, человек высоких принципов, редкой души человек и очень культурный генерал генерального штаба… Везде, где Мирский служил, его всюду любили и уважали». По словам Д. Н. Шипова, «князь П. Д. был человек всегда прямой и безусловно честный деятель; он обладал добрым сердцем и чуткой душой и всегда подходил к людям с доверием и любовью». Подобные характеристики давали ему и другие современники. В то же время, как государственному деятелю, ему недоставало твёрдости и решительности при проведении своей линии. По словам В. И. Гурко, «едва ли не отличительной его чертой было желание жить со всеми в мире и чувствовать себя окруженным благожелательной атмосферой». Вследствие такой мягкости характера он не обладал способностью настойчиво проводить свою политику и был склонен ко всяческим компромиссам. Святополк-Мирский был умён и имел определённые политические убеждения, но не обладал широким политическим кругозором и не имел необходимых для управления государством знаний. Он не умел импонировать собеседнику и аргументировать свои мнения убедительными доводами и соображениями. В силу таких качеств характера благие намерения Мирского не получили практического воплощения, а его правление, начавшееся с заявлений о доверии обществу, закончилось кровью, пролитой на улицах Петербурга 9 января.
Стремление снять с него вину за события 9 января 1905 года характерно для либеральной публицистики конца 1900-х — 1910-х; так, один из членов депутации, которая пыталась получить у него в тот день аудиенцию, писатель К. К. Арсеньев писал о нём вскоре по его кончине, в 1914 году:

Как ни коротка была его государственная деятельность, она оставила глубокий след в русской жизни. В правящих сферах покойный князь явился первой ласточкой, знаменующей приближение весны — и самая весна оказалась бы, быть может, более прочной, если бы наступление её застало его ещё у власти. 9-го января 1905 г. князь Святополк-Мирский был ещё министром, но уход его был предрешён и не на него падает ответственность за ужасные события этого дня.— 

## Военные чины
- В службу вступил (10.08.1874)[27]
- Корнет гвардии (04.08.1875)
- Поручик (04.08.1876)
- Флигель-адъютант (1877)
- Штабс-ротмистр (16.04.1878)
- Ротмистр (30.08.1881)
- Подполковник (27.11.1881)
- Полковник (30.08.1884)
- Генерал-майор (11.06.1895)
- Генерал-лейтенант (11.06.1901)
- Генерал от кавалерии (14.04.1913)

## Награды

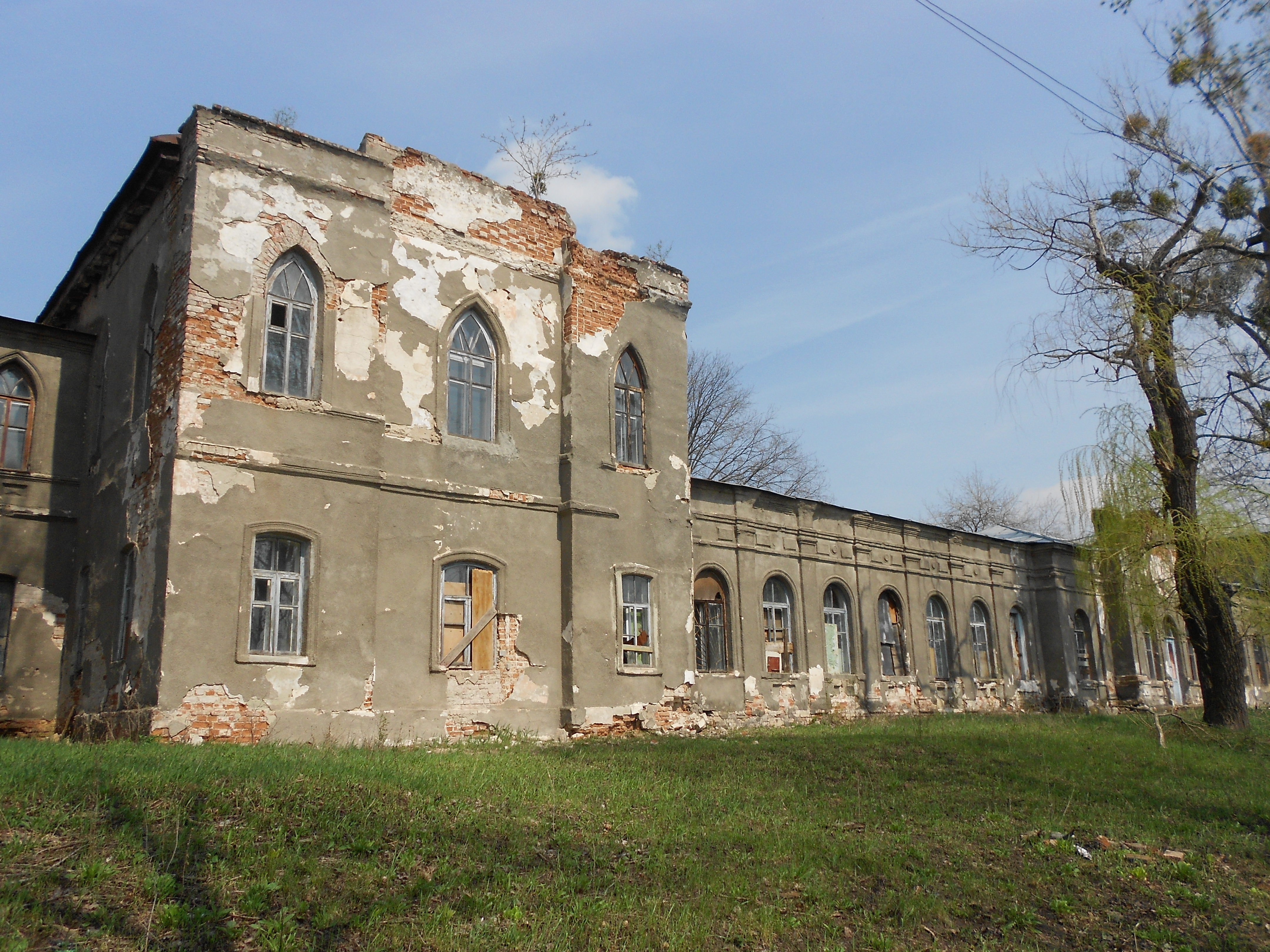
Часть усадьбы Святополк-Мирского «Гиёвка», в Люботине

- Орден Святой Анны 4-й степени с надписью «За храбрость» (22.08.1877)[27]
- Орден Святой Анны 3-й степени с мечами и бантом (20.10.1877)
- Орден Святого Владимира 4-й степени с мечами и бантом (12.04.1878)
- Орден Святого Станислава 2-й степени (30.08.1882)
- Орден Святой Анны 2-й степени (30.08.1888)
- Орден Святого Владимира 3-й степени (30.08.1892)
- Орден Святого Станислава 1-й степени (14.05.1896)
- Орден Святой Анны 1-й степени (06.12.1899)
- Высочайшая благодарность (01.01.1901)
- Орден Святого Владимира 2-й степени (06.12.1910)

Иностранные:
- французский орден Почётного легиона, кавалерский крест (1879)
- турецкий орден Меджидие 1-й степени (1902)
- французский орден Почётного легиона, большой офицерский крест (1902)
- сербский орден Такова 1-й степени (1902)
- бухарский орден Золотой звезды с алмазами (1902)